# Old School Love
"Old School Love" é uma canção gravada pelo artista norte-americano Lupe Fiasco com participação do músico inglês Ed Sheeran no gancho, com quem co-escreveu a faixa. Foi divulgada a 14 de Outubro de 2013 pela distribuidora fonográfica 1st & 15th Entertainment como um single de modo a promover o quinto trabalho de estúdio de Lupe, intitulado Tetsuo & Youth, contudo, a faixa acabou não sendo inclusa no alinhamento de faixas. A obra conseguiu entrar na tabela musical de singles dos Estados Unidos, na qual alcançou as cem melhores posições, e ainda na da Nova Zelândia, na qual atingiu o pico dentro das vinte melhores. Um vídeo musical promocional foi filmado na Cidade de Nova Iorque sob realização de Coodie & Chike e finalizado pelos mesmos em Chicago, cidade natal de Lupe. Estreou a 9 de Dezembro de 2013 na MTV.

## Desempenho nas tabelas musicais
| País — Tabela musical (2013-14)                    | Posição de pico |
| -------------------------------------------------- | --------------- |
| Austrália — ARIA Top 100 Singles Chart             | 23              |
| Canadá — Hot 100 (Billboard)                       | 100             |
| Nova Zelândia — Top 40 Singles Chart (RMNZ)        | 17              |
| Estados Unidos — Billboard Hot 100                 | 93              |
| Estados Unidos — Mainstream Top 40 (Billboard)     | 34              |
| Estados Unidos — Hot R&B/Hip-Hop Songs (Billboard) | 28              |
| Estados Unidos — Rhythmic Songs (Billboard)        | 7               |

Tabelas de fim-de-ano
| País — Tabela musical (2014)                | Posição |
| ------------------------------------------- | ------- |
| Estados Unidos — Rhythmic Songs (Billboard) | 45      |